# Náprava
Náprava automobilu je konstrukční část, která spojuje kola vozidla s karoserií vozidla. Toto spojení (zavěšení kol) zamezuje nechtěným pohybům kol v příčném a podélném směru, ale ve vertikálním směru je pohyb kol umožněn tak, aby byl v každém okamžiku zdvihu optimální kontakt kol s vozovkou. Ideální pozici kola vůči vozovce zajišťuje správné kinematické řešení, ale i optimalizovaná funkce pružících a tlumících jednotek. Pak je možno plynule přenášet na kolo hnací i brzdné momenty a tím se jízda stává bezpečnou.

## Rozdělení náprav podle konstrukce
Nezávislé zavěšení - vertikální pohyb levého kola nápravy je nezávislý na vertikálním pohybu pravého kola nápravy. Výmol na kraji vozovky je zachycen jen jedním kolem; náraz do karoserie je menší, protože odskočila jen část nápravy.
Nezávislé zavěšení:
- lichoběžníková náprava
- náprava McPherson
- víceprvková náprava
- kliková náprava
- kliková náprava s propojenými rameny
- kyvadlová náprava
- kyvadlová úhlová náprava

Závislé zavěšení:
- pevná náprava jednodílná (banjo)
- pevná náprava montovaná
- pevná náprava portálová (s kolovými redukcemi)

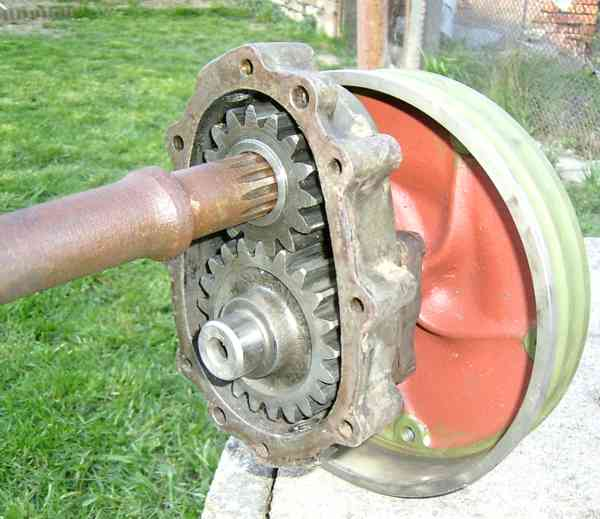
kolová redukce